# Juliusz (biskup Palestriny)
Juliusz (zm. w październiku 1164) – kardynał.

## Życiorys
O jego życiu przed promocją kardynalską, która miała miejsce prawdopodobnie w maju 1144 za pontyfikatu Lucjusza II, nie wiadomo nic. Między 28 maja 1144 a 3 października 1158 sygnował bulle papieskie jako kardynał prezbiter San Marcello, a między 1 stycznia 1159 a 30 września 1161 jako biskup Palestriny. W 1156 wraz z dwoma innymi kardynałami wynegocjował traktat benewencki, kończący konflikt papiestwa z królem Sycylii Wilhelmem I i zapoczątkowujący sojusz Stolicy Apostolskiej z tym władcą. W trakcie podwójnej elekcji w 1159 poparł wybór papieża Aleksandra III i w następnych latach służył mu najpierw jako legat na Węgrzech (1160–61), a potem jako wikariusz w Rzymie (1161–64). Na Węgrzech uzyskał uznanie ze strony tamtejszego Kościoła i monarchii dla Aleksandra III. Zmarł w Rzymie.